# Битва при Айн-аль-Варде
Би́тва при Айн-аль-Варде́ (араб. مَعْرَكَة‌ عَيْن ٱلْوَرْدَة‎) — битва в ходе Первой гражданской войны в Омейядском халифате (Вторая фитна), состоявшаяся 4 января 685 года (22 Джумада аль-уля 65 г. х.) близ города Айн-аль-Варда между Омейядами под командованием Убайдуллаха ибн Зияда и таввабинами во главе с сахабой Сулейманом ибн Сурадом, которые представляли собой группу куфийских сторонников четвёртого халифа Али ибн Абу Талиба и его потомков, мечтавших об искуплении своей неспособности помочь Хусейну ибн Али в его неудавшемся восстании против Омейядов в 680 году.

## Предыстория
Назначение первым омейядским халифом Муавией I своего старшего сына Язида наследником в 676 году встретило сопротивление многих, кто возмущался его приходом к халифату. Наследственная преемственность была чужда арабским обычаям, где власть передавалась внутри более широкого клана, а также исламским принципам, согласно которым высшая власть над мусульманской общиной не принадлежала какому-либо человеку. Оппозицию возглавляли, в частности, сыновья нескольких видных сподвижников пророка Мухаммеда, которые, по мнению британского исламоведа Джеральда Хотинга, могли претендовать на «некоторые претензии на то, чтобы считаться кандидатами на халифы» в силу своего происхождения. Они отказались дать взятку или убедить их признать Язида законным халифом.
После смерти Муавии в апреле 680 года Язид приказал губернатору Медины, где базировались все его противники, добиться их повиновения. Из них Хусейн ибн Али и Абдуллах ибн аз-Зубайр скрылись от губернатора и сбежали в Мекку. Там Хусейн получил письма из гарнизона иракского города Куфа с приглашением восстать против Язида и вернуть себе законное место лидера мусульманской общины, которое ранее занимал его отец, халиф Али ибн Абу Талиб, до того как он был убит в 661 году. Хусейн послал своего двоюродного брата Муслима ибн Акиля подготовить почву для его прибытия. Ибн Акиль отправил в ответ положительное сообщение, призывая Хусейна отправиться в Куфу. Однако вскоре после этого Ибн Акиль был задержан и казнён губернатором Куфы Убайдуллахом ибн Зиядом, а его сторонники были подавлены. Не зная о ситуации, Хусейн отправился в Куфу, но был перехвачен и убит недалеко от города. Его ожидаемая поддержка так и не прибыла.

## Силы сторон

### Таввабины
Некоторые из куфанских сторонников Хусейна, называвшие себя таввабинами (араб. تَوَّابِين‎ — «кающиеся»), обвинили себя в катастрофе и решили искупить вину за предполагаемое греховное оставление своего лидера. Учитывая запрет самоубийства в исламе, они решили принести себя в жертву в борьбе с виновниками резни, добившись спасения и мученической смерти (шахидства). Лидером движения был выбран Сулейман ибн Сурад, сподвижник Мухаммеда и старый союзник Али. Тем временем в 683 году умирает Язид, и власть Омейядов в халифате рухнула, что привело к гражданской войне, известной как Вторая фитна. Ибн Зияд был изгнан из Ирака и бежал в Сирию. Это дало таввабинам возможность действовать. Была начата крупномасштабная кампания по вербовке, которая имела значительный успех: к движению присоединились 16 000 человек. Однако в день отъезда прибыло всего 4000 человек, из которых ещё 1000 ушли в путь. Не испугавшись, таввабины двинулись вверх по реке Евфрат к Джазире (Верхняя Месопотамия). Все они были конными и хорошо экипированы.

### Омейяды
Кратковременное правление преемника Язида Муавии II закончилось с его смертью несколько недель спустя. Не имея подходящего кандидата-суфьянида, который мог бы стать его преемником, сирийские сторонники Омейядов выбрали халифом Марвана ибн аль-Хакама, двоюродного брата Муавии I. 
Однако восшествие Марвана на престол оспаривалось несколькими северными сирийскими племенами, в первую очередь кайситами, которые поддерживали дело базирующегося в Мекке контрхалифа Абдуллаха ибн аз-Зубайра. Марван победил их с небольшой армией в 6000 человек в битве при Мардж-Рахите 684 года. После этого он отправил Ибн Зияда обратно в Ирак. Понимая, что его войска недостаточно сильны, чтобы отвоевать провинцию, Ибн Зияд решил усилить армию Омейядов, набрав её из различных сирийских арабских племён, включая даже племена, вступавшие против Марвана в битве при Мардж-Рахите. К тому времени, когда он столкнулся с таввабинами, Ибн Зияд собрал огромную сирийскую армию из 20 000 человек.

## Накануне битвы
По пути в Сирию таввабины ненадолго остановились в Аль-Каркисии. Кайситы, бежавшие сюда после битвы при Мардж-Рахите в прошлом году, помогли таввабинам припасами. Вождь кайситов Зуфар ибн аль-Харис аль-Килаби сообщил Ибн Сураду о местонахождении войск Омейядов и посоветовал ему выступить на город Айн-аль-Варда (отождествляемый с современным Рас-эль-Айном) и прибыть туда раньше Омейядов, поскольку город можно было использовать в качестве базы для операций в засушливых степях. Учитывая большое численное неравенство, Зуфар убеждал его избегать генерального сражения и вместо этого разделить свою конницу на небольшие отряды и вступать в постоянные стычки с их флангами, «стреляя в них стрелами и коля в них на открытом пространстве, ибо Омейяды превосходят их численностью и могут их окружить». Заметив отсутствие пехоты в отряде таввабинов, Зуфар также посоветовал спарить отряды так, чтобы один мог сражаться конным, а другой — пешим, когда это необходимо. Несмотря на проявленное сочувствие, Зуфар воздержался от прямого присоединения к таввабинам, не видя никакой надежды в их начинаниях. Тем не менее он предложил Ибн Сураду остаться в Аль-Каркисии и сражаться вместе с ним против Омейядов, но тот отказался.

## Ход битвы
Следуя совету Зуфара, таввабины разбили лагерь возле Айн-аль-Варды, оставив город позади. Они отдыхали пять дней, прежде чем прибыла армия Омейядов. Из-за разногласий между двумя полевыми командирами, армия Омейядов была разделена на две части: около 8000 солдат находились под командованием Шурахбила ибн Зу-ль-Калы, а остальные — под командованием Хусейна ибн Нумайра ас-Сакуни. Шурахбил прибыл первым, опередив Ибн Нумайра, и разбил лагерь. Таввабины напали на него, и его войска обратились в бегство. На следующий день прибыл Ибн Нумайр со своими войсками. Он призвал таввабинов сдаться, которые, в свою очередь, потребовали капитуляции армии Омейядов и выдачи Ибн Зияда, верховного главнокомандующего силами Омейядов, для казни за его причастность к смерти Хусейна. Битва началась в среду, 4 января. Ибн Сурад разделил свою армию на три группы, отправив две атаковать фланги Омейядов, а сам остался в центре. В первый день таввабины смогли дать отпор Омейядам, но на следующий день Ибн Зияд отправил Шурахбила обратно в бой под командованием Ибн Нумайра, и численное превосходство армии Омейядов начало преобладать. Несмотря на то, что таввабины удержали позиции, они понесли серьёзные потери. На третий день боя они были полностью окружены. Ибн Сурад приказал своим людям спешиться и двинуться пешком, чтобы вступить в бой один на один. Армия Омейядов начала обстреливать их стрелами, и таввабины были почти полностью уничтожены. Ибн Сурад пал от выстрела стрелы, а из оставшихся четырёх командиров трое были убиты один за другим. Наконец, знамя таввабинов перешло к последнему командиру, Рифаа ибн Шаддаду. В этот момент таввабины получили известие, что их сторонники из Аль-Мадаина и Басры собираются присоединиться к ним, однако они к этому времени были почти полностью уничтожены, поэтому вместо того, чтобы ждать подкрепления, Рифаа отступил с несколькими выжившими и ночью сбежал в Аль-Каркисию.

## Дальнейшая судьба таввабинов
Несколько выживших таввабинов испытывали угрызения совести за то, что не выполнили свои обеты жертвоприношения. Они присоединились к другому проалидскому лидеру, аль-Мухтару ас-Сакафи, которому ранее губернатор Куфы Убайдуллах ибн Зияд помешал помочь Хусейну в битве при Кербеле. Аль-Мухтар раскритиковал таввабинов за отсутствие у них организации и политической программы. У него были долгосрочные планы и более организованное движение; он присвоил лозунг таввабинов «Месть за Хусейна», но также выступал за создание Алидского халифата во имя сына Али Мухаммада ибн аль-Ханафии. В отличие от таввабинов, которые были чисто арабским движением, аль-Мухтар также обратился к местным новообращённым неарабам (мавали). Кроме того, ему удалось привлечь на свою сторону влиятельного военачальника и вождя племени Наха Ибрагима ибн Малика. Объединив свои силы, он в октябре 685 года захватил Куфу, а следовательно, и её восточные и северные владения. Позже он послал гораздо более крупную и профессиональную армию численностью 13 000 человек под командованием Ибн Малика, состоящую в основном из пехоты, для борьбы с Омейядами. Ибн Малик уничтожил армию Омейядов в битве при Хазире 686 года и убил Ибн Зияда, Ибн Нумайра и Шурахбила. Аль-Мухтар контролировал большую часть Ирака, части Аль-Джазиры, Арминии, а также части западного и северного Ирана (Адарбайджан и Джибаль) до того, как он был убит губернатором Басры Мусабом ибн аз-Зубайром в апреле 687 года.